# ویرنپلم
ویرنپلم (به انگلیسی: Veerannapalem) یک روستا در هند است که در Prakasam district واقع شده‌است.